# Protocaptorhinus pricei
Il protocaptorino (Proptocaptorhinus pricei) è un rettile estinto, appartenente ai captorinidi. Visse nel Permiano inferiore (290 - 280 milioni di anni fa) e i suoi resti fossili sono stati ritrovati in Nordamerica (Texas, Oklahoma).

## Descrizione
Questo piccolo animale doveva essere simile a una lucertola tozza. All'interno della famiglia dei captorinidi, Protocaptorhinus sembrerebbe essere stato una forma intermedia, a causa della presenza di caratteristiche primitive ed evolute. Ad esempio, il cranio possedeva un grande foro pineale, una singola fila di denti, piccoli denticoli sulle ossa del palato e un osso sopratemporale piccolo e sottile che non era in contatto con la scatola cranica. Tuttavia, il cranio di Protocaptorhinus possedeva anche caratteristiche derivate, in particolare riguardo alla struttura del margine posteriore della scatola cranica, che richiama il clade più evoluto dei captorinidi, ovvero i moradisaurini. Altri captorinidi primitivi, come Romeria, e altri rettili primitivi come Protorothyris, possedevano una morfologia differente di questa regione.

## Classificazione
Protocaptorhinus venne descritto per la prima volta nel 1973, sulla base di un cranio fossile rinvenuto nel Texas, nella zona di Rattlesnake Canyon (formazione di Petrolia). Successivamente, nel 1984 E. C. Olson riconobbe un altro esemplare di Protocaptorhinus in un fossile proveniente dall'Oklahoma, descritto originariamente da E. C. Case nel 1902, noto come Pleuristion brachycoelus. Altri fossili attribuiti con qualche dubbio al genere Protocaptorhinus vennero ritrovati in Zimbabwe, in terreni del Permiano superiore (Gaffney e McKenna, 1979); questi fossili implicherebbero una notevole diffusione del genere, dalle regioni nordoccidentali fino alle regioni sudorientali del supercontinente Pangea, e la sopravvivenza del genere attraverso decine di milioni di anni. A causa della grande separazione spaziotemporale di questi fossili, è piuttosto improbabile che non sia avvenuta alcuna divergenza a livello generico di forme relativamente simili; è quindi probabile che i fossili africani possano appartenere a un genere differente. In ogni caso, è notevole come forme simili a Protocaptorhinus siano sopravvissute fino al Permiano superiore.